# Buyda apicata
Buyda apicata är en insektsart som beskrevs av Navás 1926. Buyda apicata ingår i släktet Buyda och familjen fångsländor. Inga underarter finns listade i Catalogue of Life.